# Campagne-sur-Arize
Campagne-sur-Arize é uma comuna francesa na região administrativa de Occitânia, no departamento de Ariège.